# 黑爾鎮區 (明尼蘇達州麥克萊德縣)
黑爾鎮區（英語：Hale Township）是位於美國明尼蘇達州麥克萊德縣的一個行政鎮區。

## 地方資料
黑爾鎮區的面積為91.84平方千米，當中陸地面積為88.63平方千米，而水域面積為3.21平方千米。根據2020年美國人口普查的數據，當地共有人口917人，而人口密度為每平方千米9.98人。